# Prevence kriminality
Prevence kriminality je snaha státní i neziskových organizací o redukci a odrazení od páchání kriminality.

## Charakteristika
Hlavní ideou, která stála na počátku vzniku projektu rozvoje prevence kriminality, byla myšlenka otce kriminologie Cesara Beccaria, který prosazoval „Je lépe zločinu předcházet, než ho trestat“. Prevence kriminality je vedle represe nedílnou součástí trestní politiky. Neměla by však být chápána pouze jako činnosti náležící policii. V současné době by se mělo spíše jednat o souhrn aktivit, vyvíjených státními, veřejnoprávními i soukromoprávními subjekty, směřujícími ke kontrole kriminality a snížení strachu z ní. Prevence je zaměřena jednak na osobu potenciálního pachatele kriminality, tak i na potenciální oběti kriminality. Prevence používá prostředky spíše nerepresivního charakteru, snaží se snížit zájem pachatelů o trestnou činnost. Svoji roli by zde měl také sehrát stát, který by se měl snažit o motivaci k poctivé práci a vytváření příznivého pracovního prostředí. Hlavní rizikoví činitelé, kteří motivují, vyvolávají, usnadňují, nebo podporují, páchání trestných činů jsou např. sociálně patologické prostředí, závadové party, alkoholismus, drogová závislost, recidiva pachatelů trestných činů, nezaměstnanost, náročný konzumní způsob života, nechuť pracovat, vliv násilí a brutality v médiích, nedostatečné možnosti jak vhodně trávit volný čas. Obecně se dá říci, podle Jandourka je zločin do značné míry sociálně podmíněný, kvete tam, kde je vysoká nezaměstnanost a sociální gheta.

## Struktura prevence kriminality

### Sociální prevence
Sociální prevence představuje činnosti ovlivňující proces socializace a sociální integrace a aktivity zaměřené na změnu a omezení nepříznivých společenských a ekonomických podmínek, které jsou považovány za hlavní příčiny páchání trestné činnosti. Sociální prevence je součástí sociální politiky. Efektivita sociální prevence je obtížně statisticky či ekonomicky měřitelná, lze z ní jen usuzovat, a to z hlediska odhadů sociálních perspektiv jedinců - objektů preventivního působení.

### Situační prevence
Situační prevence se zakládá na zkušenostech, že určité druhy kriminality se objevují v určité době, na určitých místech a za určitých okolností. Prostřednictvím opatření režimové, fyzické a technické ochrany se snaží kriminogenní podmínky minimalizovat. Nejefektivněji působí při omezování majetkové trestné činnosti. Úspěšnost situační prevence je vysoká, je však podmíněna adekvátní volbou opatření a finančními a personálními prostředky do ní vložených. Těžiště odpovědnosti za opatření situační prevence nesou především občané a obce a v rámci vymezených kompetencí i Ministerstvo vnitra, respektive Policie ČR.

### Prevence a pomoc obětem trestných činů
Zakládá se na pravidlech bezpečného chování jedince, přihlíží na různé kriminální situace a psychickou připravenost ohrožených osob. V praxi se jedná o skupinové i individuální zdravotní, psychologické a právní poradenství, trénink v obranných strategiích a propagaci technických možností ochrany před trestnou činností. Principem je, aby se člověk nestal obětí trestného činu.